# 1979 w nauce

## Zmarli
- 1 czerwca – Werner Forßmann, niemiecki lekarz, laureat Nagrody Nobla w 1956 (ur. 1904)

## Nauki przyrodnicze i ścisłe

### Astronomia
- Peter Goldreich – Nagroda Henry Norris Russell Lectureship przyznawana przez American Astronomical Society

## Nagrody Nobla
- Fizyka – Sheldon Lee Glashow, Abdus Salam, Steven Weinberg
- Chemia – Herbert C. Brown, Georg Wittig
- Medycyna – Allan McLeod Cormack, Godfrey N. Hounsfield